# Models de càlcul neuronal
Els models de càlcul neuronal són intents d'aclarir, d'una manera abstracta i matemàtica, els principis bàsics que subjauen al processament de la informació en els sistemes de nervis biològics, o els seus components funcionals. Aquest article pretén oferir una visió general dels models més definitius de computació neurobiològica, així com de les eines que s'utilitzen habitualment per construir-los i analitzar-los.

## Introducció
A causa de la complexitat del comportament del sistema nerviós, els límits d'error experimental associats estan mal definits, però el mèrit relatiu dels diferents models d'un subsistema particular es pot comparar segons com reprodueixen els comportaments del món real o responen a senyals d'entrada específics. . En el camp estretament relacionat de la neuroetologia computacional, la pràctica és incloure l'entorn en el model de manera que el bucle es tanqui. En els casos en què els models competidors no estan disponibles, o en què només s'han mesurat o quantificat les respostes brutes, un model clarament formulat pot guiar el científic en el disseny d'experiments per investigar mecanismes bioquímics o connectivitat de xarxa.
En tots els casos excepte en els més simples, les equacions matemàtiques que formen la base d'un model no es poden resoldre amb exactitud. No obstant això, la tecnologia informàtica, de vegades en forma de programari especialitzat o arquitectures de maquinari, permet als científics realitzar càlculs iteratius i buscar solucions plausibles. Un xip d'ordinador o un robot que pot interactuar amb l'entorn natural d'una manera semblant a l'organisme original és una encarnació d'un model útil. Tanmateix, la mesura definitiva de l'èxit és la capacitat de fer prediccions comprovables.

## Criteris generals d'avaluació dels models

### Velocitat de processament de la informació
La velocitat de processament de la informació en sistemes neuronals biològics està limitada per la velocitat a la qual un potencial d'acció es pot propagar per una fibra nerviosa. Aquesta velocitat de conducció oscil·la entre 1 m/s a més de 100 m/s, i generalment augmenta amb el diàmetre del procés neuronal. Lent en les escales de temps dels esdeveniments biològicament rellevants dictats per la velocitat del so o la força de la gravetat, el sistema nerviós prefereix de manera aclaparadora els càlculs paral·lels als en sèrie en aplicacions crítiques de temps.

### Robustesa
Un model és robust si continua produint els mateixos resultats computacionals sota variacions en les entrades o els paràmetres de funcionament introduïts pel soroll. Per exemple, la direcció del moviment calculada per un detector de moviment robust no canviaria amb petits canvis de luminància, contrast o fluctuació de velocitat. Per a models matemàtics simples de neurones, per exemple, la dependència dels patrons d'espiga sobre el retard del senyal és molt més feble que la dependència dels canvis en els "pesos" de les connexions interneuronals.

### Control de guany
Això fa referència al principi que la resposta d'un sistema nerviós s'ha de mantenir dins de certs límits, fins i tot quan les aportacions de l'entorn canvien dràsticament. Per exemple, quan s'ajusta entre un dia assolellat i una nit sense lluna, la retina canvia la relació entre el nivell de llum i la sortida neuronal per un factor de més de {\displaystyle 10^{6}} de manera que els senyals enviats a etapes posteriors del sistema visual es mantenen sempre dins d'un interval d'amplituds molt més estret.

### Linealitat versus no linealitat
Un sistema lineal és aquell la resposta del qual en una unitat de mesura especificada, a un conjunt d'entrades considerades alhora, és la suma de les seves respostes degudes a les entrades considerades individualment.
Els sistemes lineals són més fàcils d'analitzar matemàticament i són un supòsit persuasiu en molts models, com ara la neurona McCulloch i Pitts, els models de codificació de població i les neurones simples que s'utilitzen sovint a les xarxes neuronals artificials. La linealitat pot ocórrer en els elements bàsics d'un circuit neuronal, com ara la resposta d'una neurona postsinàptica, o com una propietat emergent d'una combinació de subcircuits no lineals. Tot i que la linealitat sovint es considera incorrecta, hi ha hagut treballs recents que suggereixen que, de fet, pot ser biofísicament plausible en alguns casos.